# Justice League Task Force
Justice League Task Force — компьютерная игра в жанре файтинг, для приставок SNES и Sega Mega Drive/Genesis, разработанная Sunsoft и опубликованная Acclaim Entertainment в 1995 году. Версия для Mega Drive была разработана совместно с Condor, Inc., а версия для SNES совместно с Blizzard Entertainment.
Justice League Task Force создана по мотивам комиксов DC Comics о команде супергероев Лига Справедливости. В этой игре в команду входят такие персонажи как Супермен, Бэтмен, Чудо-женщина, Зелёная стрела, Флэш и Аквамен.
Justice League Task Force выполнена в жанре файтинга, и напоминает игры серии Street Fighter и Mortal Kombat.

## Сюжет
Дарксайд атакует планету Земля, уничтожая военную базу. Член Лиги Справедливости которого выбрал игрок связывается с другими членами для получения информации и помощи, и после нападения этих героев на него в своих соответствующих местах, начинает противостоять им. Герой побеждает других членов Лиги Справедливости, вследствие чего догадывается о том, что другие не является реальными членами лиги, а их андроиды-клоны. Придя к такому выводу, герой битвы преследует, настигает и побеждает и Гепарда и Десперо для получения дополнительной информации. Оба они приводят героя к Дарксайду, который заставляет его бороться с его точной копией роботом клоном. После победы над клоном, герой должен столкнуться лицом к лицу с Дарксайдом. После того, как герой побеждает Дарксайда, он и другие члены Лиги будут освобождены, и военная база будет восстановлена.

### Персонажи
Герои:
- Аквамен
- Бэтмен
- Флэш (Уолли Уэст)
- Зелёная стрела
- Супермен
- Чудо-женщина

Злодеи:
- Гепарда
- Десперо
- Дарксайд

## Локации
| Этапы | Соответствующие персонажи                                                                           |
| --- | --------------------------------------------------------------------------------------------------- |
| - Атлантида - Готэм-сити - Пустынная Дорога - Метрополис - Лесная Поляна - Земескора - Пустыни Очистка - Космический Корабль Бар - Апоколипс | - Аквамен - Бэтмен - Флэш - Супермен - Зелёная стрела - Чудо-женщина - Гепарда - Десперо - Дарксайд |